# Yasin Silimi
Yasin Silimi (ar. ياسين سيليمي ;ur. 1968) – algierski judoka.
Startował w Pucharze Świata w latach 1998. Brązowy medalista igrzysk panarabskich w 1999, a także igrzysk afrykańskich w 1991. Zdobył trzy medale na mistrzostwach Afryki w latach 1996 - 2000.